# Три серця
«Три серця» («Trois Cœurs») — французький кінофільм-драма 2014 року, знятий режисером Бенуа Жако.

## Сюжет
Марк спізнюється на зворотний поїзд до Парижа та вночі зустрічає Сільві. Вони гуляють вулицями до ранку, розмовляють про все, крім них самих. Вранці Марк сідає на перший поїзд і домовляється із Сільві про зустріч у Парижі за кілька днів. Сільві приходить на зустріч, а Марк ні. Він шукає її та зустрічає іншу жінку, Софі, не знаючи про те, що це сестра Сільві…

## У ролях
- Бенуа Пульворд: Марк Больє
- Шарлотта Генсбур: Сільві Берже
- К'яра Мастроянні: Софі Берже
- Катрін Денев: Колетт Берже
- Андре Маркон: Філіп Кастан, мер міста
- Патрік Мілле: Крістоф, чоловік Сільві
- Седрік Вієйра: хлопець Софі
- Тома Доре: Габріель
- Франсіс Лепле: лікар
- Анн Консіньї: кардіолог

## Знімальна група
- Режисер — Бенуа Жако
- Сценаристи — Бенуа Жако, Жюльєн Буаван
- Оператори — Едвін Бройєр, Жюльєн Ірш
- Композитор — Брюно Куле
- Художник — Сільван Шовело
- Продюсери — Крістоф Фрідель, Аліче Герарді, Женев'єва Лемаль, Клаудія Штеффен, Едуар Вейл, Олів'є Пер